# Championnat d'Irlande de football 1893-1894
Navigation
Édition précédente Édition suivante
Le quatrième championnat d'Irlande de football se déroule en 1893-1894. Ce championnat regroupe 6 clubs irlandais. Ligoniel fait son retour en championnat et prend la place de Derry Olympic.
Glentoran FC remporte pour la première fois le championnat. C'est la première fois en quatre éditions que Linfield FC n'est pas champion.

## Les 6 clubs participants
- Cliftonville Football Club
- Distillery Football Club
- Glentoran Football Club
- Ligoniel Football Club
- Linfield Football and Athletic Club
- Ulster Football Club

## Classement
| Rang | Équipe          | Pts | J  | G | N | P | Bp | Bc | Diff |
| ---- | --------------- | --- | -- | - | - | - | -- | -- | ---- |
| 1    | Glentoran FC    | 16  | 10 | 8 | 0 | 2 | 31 | 10 | +21  |
| 2    | Linfield FC     | 14  | 10 | 6 | 2 | 2 | 36 | 15 | +21  |
| 3    | Cliftonville FC | 10  | 10 | 4 | 2 | 4 | 22 | 25 | -3   |
| 4    | Distillery FC   | 9   | 10 | 4 | 1 | 5 | 23 | 24 | -1   |
| 5    | Ulster FC       | 8   | 10 | 4 | 0 | 6 | 24 | 33 | -9   |
| 6    | Ligoniel        | 3   | 10 | 1 | 1 | 8 | 10 | 39 | -29  |

|  | Champion d'Irlande |
|  | Relégation         |

## Bilan de la saison
| Tableau d'Honneur                 |               |
| Compétition                       | Vainqueur     |
| Championnat d'Irlande de football | Glentoran FC  |
| Coupe d'Irlande de football       | Distillery FC |

| Promotions et relégations |                 |
| Relégués                  | Ulster Ligoniel |
| Promus                    | Aucun           |